# Ʋ̰́
Cette page contient des caractères spéciaux ou non latins. S’ils s’affichent mal (▯, ?, etc.), consultez la page d’aide Unicode.
Ʋ̰́ (minuscule : ʋ̰́), appelé V de ronde tilde souscrit accent aigu ou V crosse tilde souscrit accent aigu, est un graphème utilisé dans l’écriture du koulango par certains auteurs. Il s’agit de la lettre Ʋ diacritée d’un tilde souscrit et d’un  accent aigu.

## Utilisation
Ilaria Micheli utilisé le ʋ̰́ dans l’écriture du koulango dans plusieurs ouvrages.

## Représentations informatiques
Le V de ronde tilde accent aigu souscrit peut être représenté avec les caractères Unicode suivants :
- décomposé (latin de base, diacritiques) :

| formes    | représentations | chaînes de caractères | points de code       | descriptions                                                                          |
| --------- | --------------- | --------------------- | -------------------- | ------------------------------------------------------------------------------------- |
| capitale  | Ʋ̰́               | Ʋ◌̰◌́                   | U+01B2 U+0330 U+0301 | lettre majuscule latine v crosse diacritique tilde souscrit diacritique accent aigu   |
| minuscule | ʋ̰́               | ʋ◌̰◌́                   | U+028B U+0330 U+0301 | lettre minuscule latine v de ronde diacritique tilde souscrit diacritique accent aigu |